# Миливоје
Миливоје је мушко име. Настало је укрштањем речи мио и војник. Познати људи са именом укључују:
- Миливоје Блазнавац (1824–1873), српски војник и политичар
- Миливоје Божовић (рођен 1985), српски професионални кошаркаш
- Миливоје Витакић (рођен 1977), бивши српски професионални фудбалер
- Миливоје Живановић (1900–1976), познати српски филмски и сценски глумац
- Миливоје Лазић (рођен 1978), српски професионални кошаркашки тренер словеначког порекла
- Миливоје Новаковић (рођен 1979), бивши словеначки фудбалер
- Миливоје Стојановић (1973–1914), српски војни командант
- Миливоје Томић (1920–2000), српски глумац
- Миливоје Трбић, капетан југословенске војске (капетан) и припадник четништва у Другом светском рату
- Миливоје Ћирковић (рођен 1977), бивши српски професионални фудбалер